# Dendrophyllia
Genre
Dendrophyllia est un genre de scléractiniaires (coraux durs).

## Liste d'espèces
Balanophyllia comprend les espèces suivantes : 
| Selon ITIS (2 décembre 2015) : - Dendrophyllia aculeata Latypov, 1990 - Dendrophyllia alcocki Wells, 1954 - Dendrophyllia alternata De Pourtalès, 1880 - Dendrophyllia arbuscula Van der Horst, 1922 - Dendrophyllia atrata Dennant, 1906 - Dendrophyllia boschmai Van der Horst, 1926 - Dendrophyllia californica Durham, 1947 - Dendrophyllia carleenae Nemenzo, 1982 - Dendrophyllia cecilliana Milne-Edwards & Haime, 1848 - Dendrophyllia cladonia Van der Horst, 1927 - Dendrophyllia cornigera Lamarck, 1816 - Dendrophyllia cornucopia De Pourtalès, 1871 - Dendrophyllia cribrosa Milne-Edwards & Haime, 1851 - Dendrophyllia dilatata Van der Horst, 1927 - Dendrophyllia fistula Alcock, 1902 - Dendrophyllia florulenta Alcock, 1902 - Dendrophyllia gaditana Duncan, 1873 - Dendrophyllia gracilis Milne-Edwards & Haime, 1848 - Dendrophyllia ijimai Yabe & Eguchi, 1934 - Dendrophyllia incisa Crossland, 1952 - Dendrophyllia indica Pillai, 1967 - Dendrophyllia japonica Rehberg, 1892 - Dendrophyllia johnsoni Cairns, 1991 - Dendrophyllia laboreli Zibrowius & Brito, 1984 - Dendrophyllia micranthus Ehrenberg, 1834 - Dendrophyllia minuscula Bourne, 1905 - Dendrophyllia oldroydae Oldroyd, 1924 - Dendrophyllia praecipua Gardiner & Wayon, 1939 - Dendrophyllia radians Wright, 1882 - Dendrophyllia ramea Linnaeus, 1758 - Dendrophyllia robusta Bourne, 1905 - Dendrophyllia velata Crossland, 1952 | Selon World Register of Marine Species (2 décembre 2015) : - Dendrophyllia aculeata Latypov, 1990 - Dendrophyllia alcocki Wells, 1954 - Dendrophyllia alternata Pourtalès, 1880 - Dendrophyllia arbuscula Van der Horst, 1922 - Dendrophyllia boschmai Van der Horst, 1926 - Dendrophyllia californica Durham, 1947 - Dendrophyllia carleenae Nemenzo, 1983 - Dendrophyllia cecilliana Milne Edwards & Haime, 1848 - Dendrophyllia cladonia Van der Horst, 1927 - Dendrophyllia cornigera Lamarck, 1816 - Dendrophyllia cribrosa Milne Edwards & Haime, 1851 - Dendrophyllia dilatata Van der Horst, 1927 - Dendrophyllia florulenta Alcock, 1902 - Dendrophyllia futojiku Ogawa & Takahashi, 2000 - Dendrophyllia granosa Studer, 1878 - Dendrophyllia ijimai Yabe & Eguchi, 1934 - Dendrophyllia incisa Crossland, 1952 - Dendrophyllia indica Pillai, 1967 - Dendrophyllia johnsoni Cairns, 1991 - Dendrophyllia laboreli Zibrowius & Brito, 1984 - Dendrophyllia minima Ogawa & Takahashi, 2000 - Dendrophyllia minuscula Bourne, 1905 - Dendrophyllia oldroydae Oldroyd, 1924 - Dendrophyllia paragracilis Ogawa & Takahashi, 2000 - Dendrophyllia radians Wright, 1882 - Dendrophyllia ramea Linnaeus, 1758 - Dendrophyllia robusta Bourne, 1905 - Dendrophyllia semiramea Blainville, 1834 - Dendrophyllia suprarbuscula Ogawa & Takahashi, 2000 - Dendrophyllia velata Crossland, 1952 |

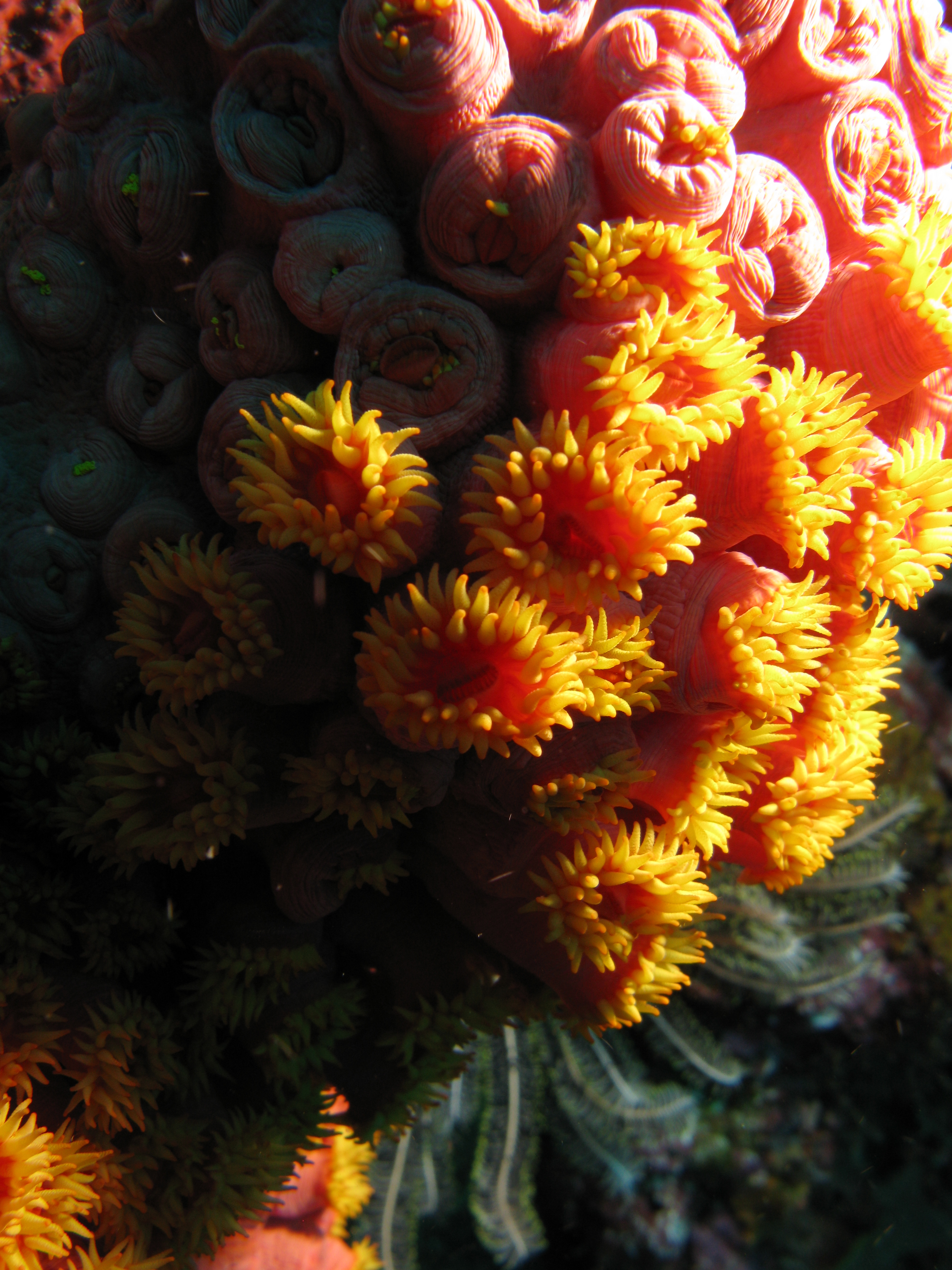
Dendrophyllia gracilis
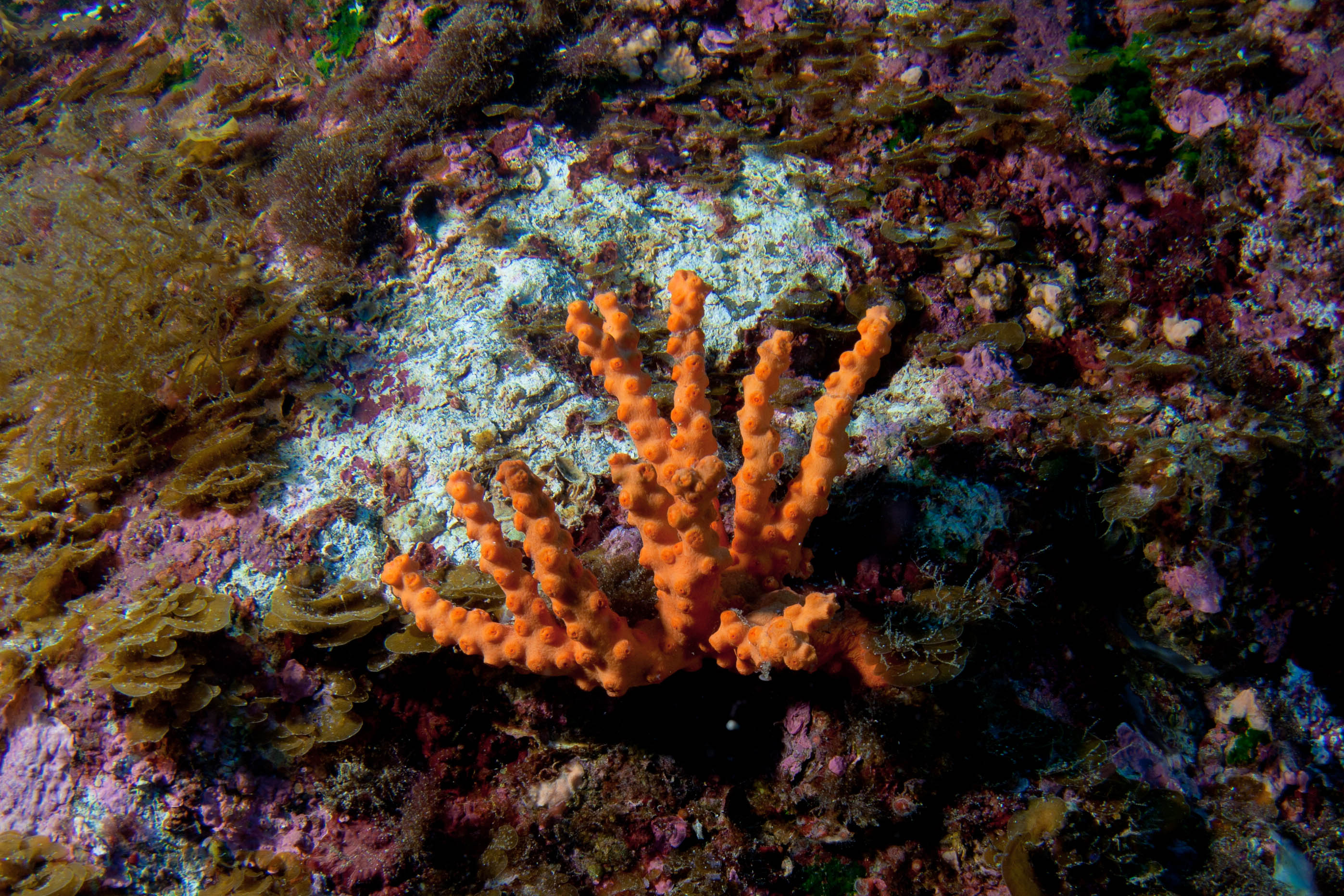
Dendrophyllia cribrosa
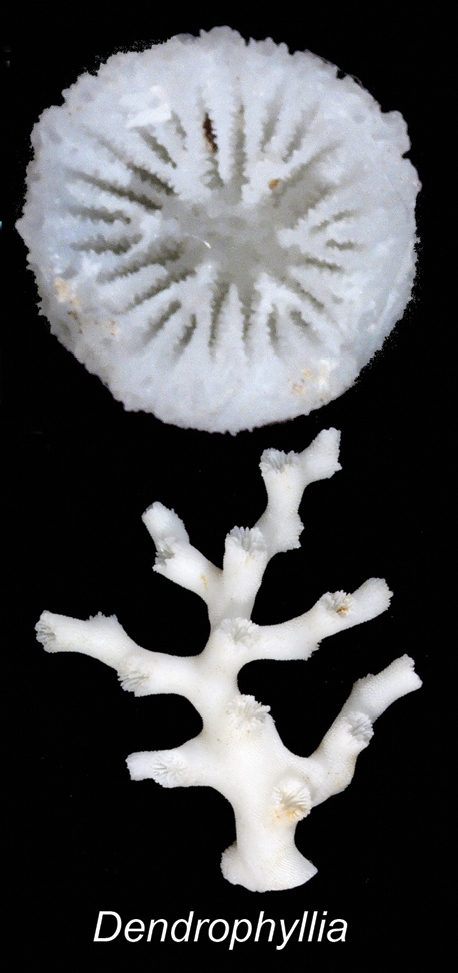
Dendrophyllia alcocki